# Karwar
Karwar è una città dell'India di 62.960 abitanti, capoluogo del distretto del Kannada Settentrionale, nello stato federato del Karnataka. In base al numero di abitanti la città rientra nella classe II (da 50.000 a 99.999 persone).

## Geografia fisica
La città è situata a 14° 48' 0 N e 74° 7' 60 E e ha un'altitudine di 44 m s.l.m..

## Società

### Evoluzione demografica
Al censimento del 2001 la popolazione di Karwar assommava a 62.960 persone, delle quali 32.578 maschi e 30.382 femmine. I bambini di età inferiore o uguale ai sei anni assommavano a 6.311, dei quali 3.294 maschi e 3.017 femmine. Infine, coloro che erano in grado di saper almeno leggere e scrivere erano 50.402, dei quali 27.548 maschi e 22.854 femmine.